# Junte suprême de Caracas
1810–1811
Entités précédentes :
- Capitainerie générale du Venezuela

Entités suivantes :
- Première République du Venezuela

La Junte suprême de Caracas est l'institution qui gouverne la Capitainerie générale du Venezuela entre la démission forcée du capitaine général Vicente Emparan (es), le 19 avril 1810 jusqu'à la proclamation d'indépendance (es), le 5 juillet 1811, qui donne naissance à la Première République du Venezuela. Officiellement elle est pour le retour de Ferdinand VII au pouvoir, s'appelant La Suprema Junta Conservadora de los Derechos de Fernando VII.

## Contexte

### En Espagne
Au début du XIXe siècle, les guerres napoléoniennes font rage en Europe. En 1805, l'Espagne, alliée de l'Empire français, subit la rude défaite de Trafalgar et, privée de flotte, perd tout contact avec ses colonies. En 1807, le Portugal refusant d'appliquer le blocus continental, Napoléon décide d'envoyer ses troupes dans la péninsule, officiellement pour envahir le Portugal qui représente une faille notable dans son dispositif destiné à asphyxier l'Angleterre. L'invasion française déstabilise la Couronne espagnole, provoquant une guerre de succession entre Charles IV et son fils Ferdinand en 1808. L'empereur français en profite pour nommer son frère Joseph Bonaparte sur le trône.
En réaction à ce qu'il considère comme une usurpation, le peuple de Madrid se soulève contre l'occupant français le 2 mai 1808. Durement réprimé, ce soulèvement inspire d'autres villes de la péninsule et embrase l'Espagne, marquant le point de départ de la guerre d'indépendance espagnole.
La captivité du roi d'Espagne Ferdinand VII au château de Valençay pose aux Espagnols la question de la représentation qui doit remplir le vide laissé par l'absence du roi. Suivant des traditions remontant aux Habsbourgs, la souveraineté est donnée par Dieu aux Pueblos qui la transférent au roi au travers d'un pacte. En l'absence du roi, les Pueblos sont donc supposés récupérer cette souveraineté. C'est par cette fiction que chaque cité-capitale d'Espagne, et même parfois des villes secondaires, peut proclamer un gouvernement et se constituer en junte pour combattre l'invasion.
Toutefois, une Junte Centrale s'avère nécessaire pour coordonner à la fois la lutte contre les français et le gouvernement civil. Ce sera celle de Séville. C'est alors que se pose la question épineuse de la représentation des différentes juntes péninsulaires et américaines. La junte de Séville propose 36 à la péninsule et 9 députés à l'Amérique, ce qui est jugé inacceptable par ces derniers. Peu à peu, la situation militaire devient intenable pour les espagnols. La Junte Centrale est dissoute peu avant l'occupation de la ville par les Français en janvier 1810. Elle laisse place à une Régence de cinq membres installée sur l'île de Léon, au large de Cadix, bientôt elle aussi dissoute.

### Au Venezuela
En ce début de XIXe siècle, le Venezuela dispose d'une administration propre. L'Intendance du Venezuela est créée par real cedula du 8 septembre 1776 sur le modèle français, la première du genre en Amérique espagnole. Elle tend à concentrer à Caracas les pouvoirs économiques, fiscaux, militaires, politiques et juridiques. Le 8 septembre 1777, le Venezuela est effectivement séparé de la vice-royauté de Nouvelle-Grenade et devient capitainerie générale du Venezuela. En juin 1786 est créée la Real Audiencia de Caracas, le tribunal suprême. En juin 1793 est institué le consulat de commerce de Caracas, qui joue le rôle de tribunal de commerce et d'acteur économique majeur. Enfin, en 1803, l'archidiocèse de Caracas est créé. Ce regroupement en un même lieu des différents pouvoirs favorise la prise de conscience d'un intérêt commun aux habitants de la région et l'émergence d'un nationalisme vénézuélien.
Par ailleurs, la société vénézuélienne connaît quelques mouvements favorables à une émancipation, ou du moins à une relative autonomie. Ces mouvements, précurseurs de l'indépendance à venir, reprennent à leur compte les idées du siècle des Lumières. La liberté individuelle, l'égalité sociale et l'indépendance politique en sont les principales. Les précédents des révolutions américaine et française, ainsi que les agissements de l'Angleterre, soucieuse de répandre le libéralisme économique, leur donne de l'assurance dans une société que les réformes Bourbones du XVIIIe siècle, qui ont abouti à une alourdissement de la fiscalité et à la création ou au maintien de monopoles jugés injustes, ont rendue sensible à un éventuel changement de paradigme.
En 1797, la conspiration de Gual et España, menée par Manuel Gual et José Maria España à Caracas et La Guaira, se caractérise par une propagande révolutionnaire active qui rencontre de nombreux échos, notamment dans les milieux de l’intelligentsia de l'époque, et par la diffusion d'ouvrages interdits, notamment les proclamations des premier et second Congrès de Philadelphie. Dénoncés, jugés et condamnés au bagne, ils n'en continuent pas moins leur action grâce à la complicité de leurs geôliers avant de s'échapper vers les Antilles. José Maria España revient clandestinement au Venezuela en 1799 mais est dénoncé trois mois plus tard, condamné et exécuté. Depuis l'île anglaise de Trinidad où il s'est réfugié, Manuel Gual prend contact avec Francisco de Miranda, alors installé à Londres et publie une allocution enjoignant ses compatriotes à lutter pour l'Indépendance. Il meurt en 1800, probablement empoisonné par un membre de son entourage. Avec lui prend fin la conspiration.
En 1806, Francisco de Miranda, réfugié depuis quelques années à Londres, met sur pied avec l'appui de personnalités britanniques et américaines une tentative d'invasion. À la tête de trois goélettes et 200 mercenaires d'origine américaine, anglaise et antillaise, il arrive à Ocumare de la Costa mais est contraint de se replier vers Trinidad et la Barbade. Le 3 août, il repart à l'attaque avec 400 hommes et parvient à débarquer à La Vela de Coro. Suscitant peu d'intérêt parmi la population, il diffuse plusieurs documents et proclamations patriotiques avant de battre en retraite et de rentrer à Londres.
En 1808, tandis que la situation en Espagne se dégrade à grande vitesse du fait de l'occupation française, se crée un autre complot, la conjuration des mantuanos (es). Cette fois, ce sont les élites aristocratiques créoles qui sont sur les rangs, notamment un jeune militaire du nom de Simón Bolívar, qui réagissent à l'invasion de l'Espagne par l'armée de Napoléon qui place son frère Joseph Bonaparte au pouvoir.